# Osiedle Staszica (Wodzisław Śląski)

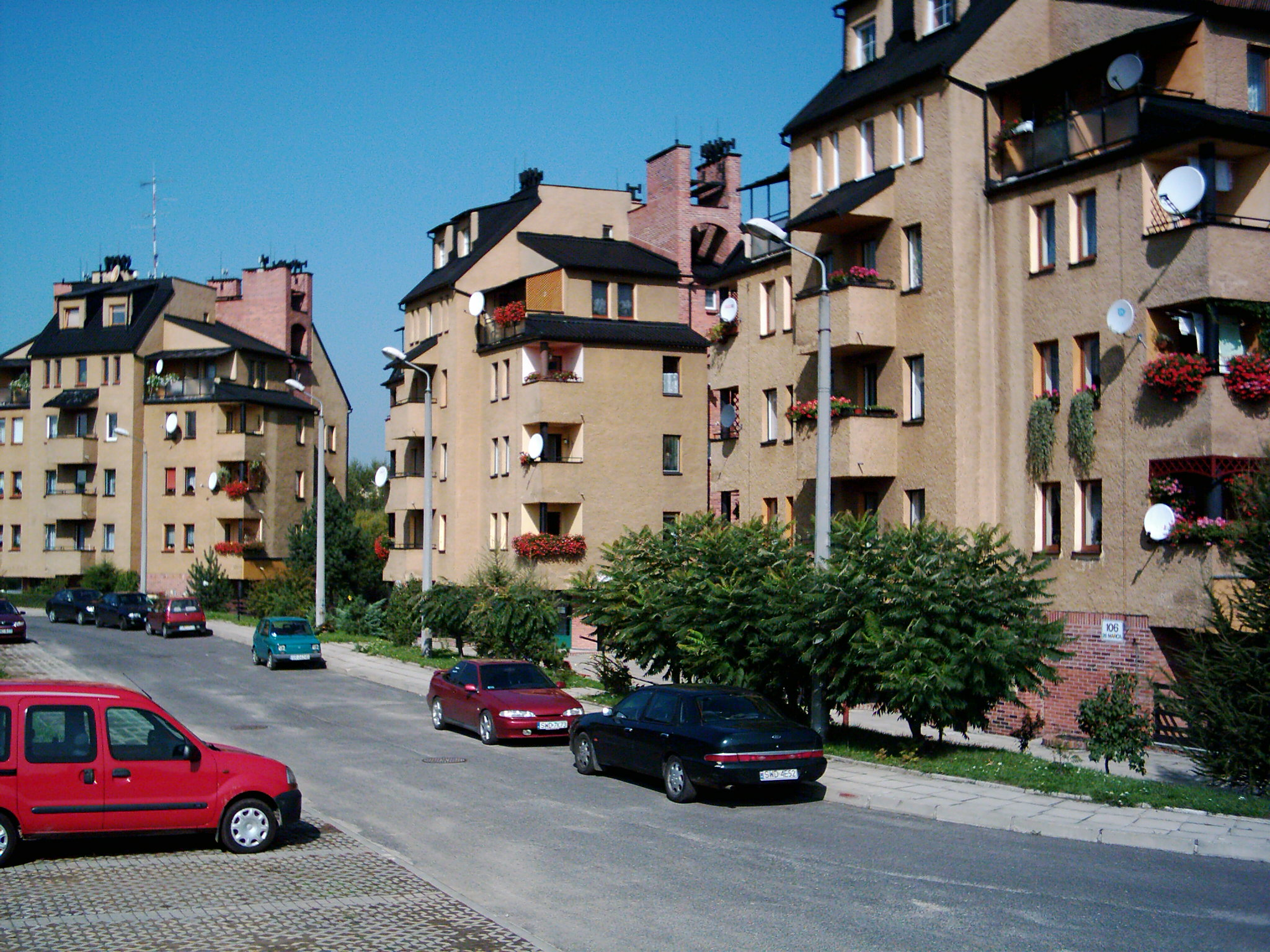
Osiedle Staszica w Wodzisławiu

Osiedle Staszica w Wodzisławiu Śląskim – najmniejsze osiedle mieszkaniowe znajdujące się na Nowym Mieście. Początkowo miało sięgać od terenu, na którym znajduje się obecnie TESCO aż do kościoła św. Herberta, ale zaprzestano jego budowy i tak pozostało 5 wybudowanych bloków mieszkalnych przy ul. 26 Marca od nr 106 do nr 114.